# 异齿红景天
异齿红景天（学名：Rhodiola heterodonta）为景天科红景天属的植物。分布在巴基斯坦、蒙古、阿富汗、伊朗、克什米尔地区、俄罗斯以及中国大陆的西藏、新疆等地，生长于海拔2,800米至4,700米的地区，见于山坡沟边冰积石中，目前尚未由人工引种栽培。